# Lista över flaggor för internationella organisationer
Detta är en lista med bilder på flaggorna för organisationer.

## Lista

### Mellanstatliga organisationer

FN
Nato
EU
OSS
Arabförbundet
Afrikanska unionen

### Idrottsorganisationer

IOK
FIFA

### Trossamfund

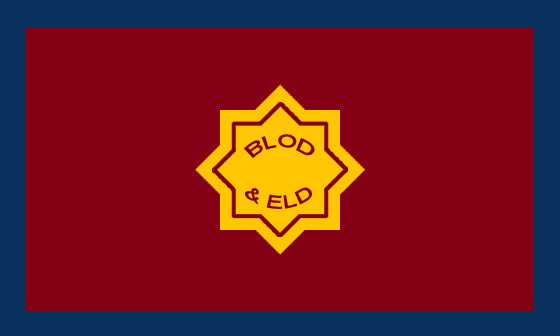
Frälsningsarmén

### Humanitära rörelser

Röda korset
Röda halvmånen